# 메신저백

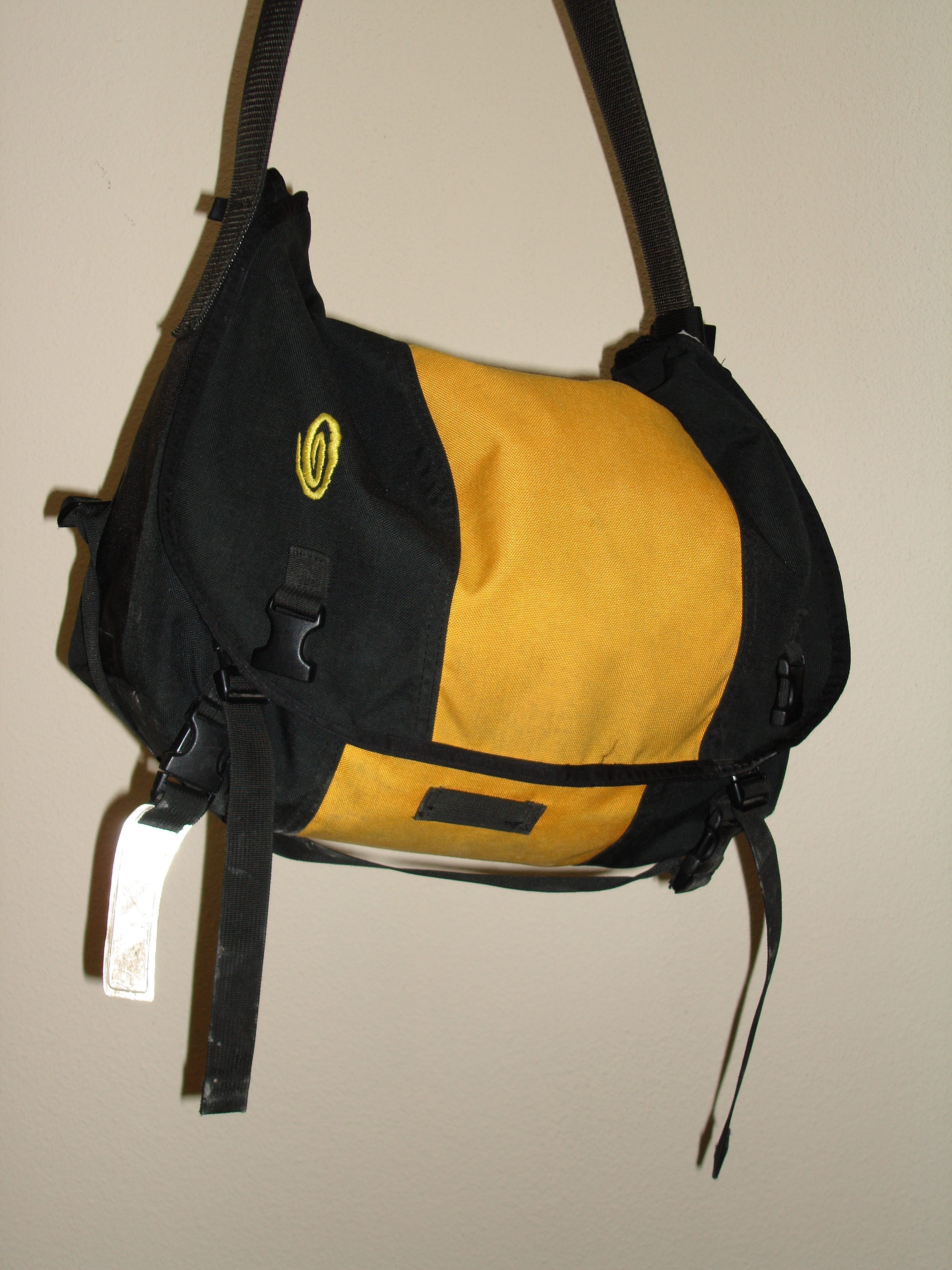
메신저백

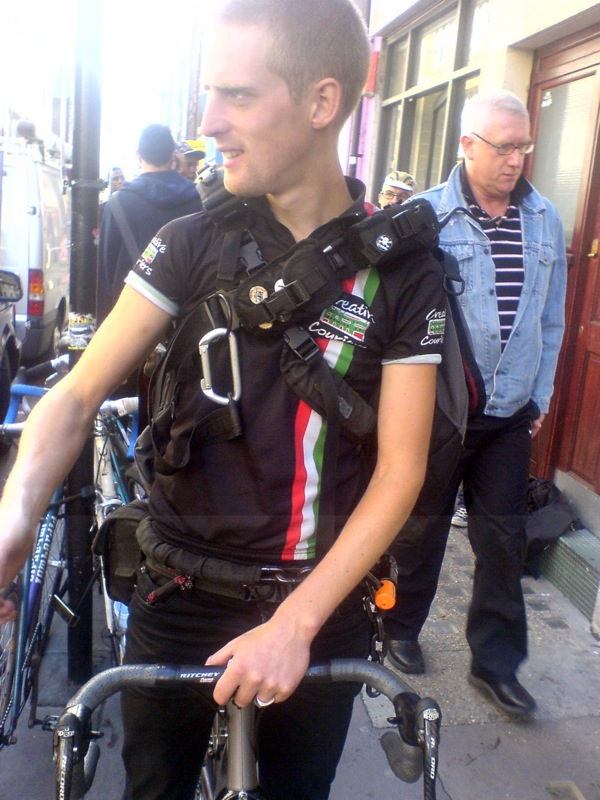
런던 자전거 메신저

메신저백(영어: messenger bag, courier bag)은 가방 한쪽 줄을 어깨에 매는 형태의 가방이다.

## 크로스백과의 차이점
크로스백과는 다르게 어깨끈이 상대적으로 짧아 등이나 허리에 강하게 밀착된다. 우편 배달부, 노동자들의 사용에서 유래되어 방수, 내구성 등을 위해 강한 소재를 사용하였다.

## 유래
메신저백은 1947년 미국 뉴욕의 De Martini Global 사에서 힘든 일을 하는 근로자들을 위해 사계절내내 쓸수 있는 질기고 튼튼한 가방을 만들면서 유래되었다. 이 가방은 가방끈을 어깨에 걸치고, 가방을 허리에 잘 붙게금 만들었으며, 거친 마모와 비에도 젖지 않도록 방수 기능을 가진 크로스백 형태의 가방이었다. 이후 디마티니(Demartini) 가방은 미국에서 널리 사랑받는 제품이 되었고, 1960년대에는 미국 ‘포니익스프레스’의 우편배달부들이 모두 쓰게 되었으며, 우편배달부가 썼던 가방이라는 뜻에서 유래되어 “메신저백”이라는 가방 이름이 생기기도 하였다. 이후, 1980년대 맨해튼 포티지(Manhattan Portage)의 창시자인 가방 디자이너 존 피터스(John Peters)에 의해 가볍고 슬림화된 코듀라, 나일론 등의 소재로 재 디자인 되어 세계적으로 널리 보편화되었다. 현재에도 디마티니(Demartini)는 그 정통성을 이어가고 있으며 뉴욕에서 가장 많이 팔리는 메신저백으로 부동의 베스트셀러이며, 존피터 메신저백도 전 세계적으로 널리 사랑받고 있다. 현재 존피터뉴욕은 프리미엄 라벨 브랜드인 얼티메이크(ULTIMEIK)를 통해 메신저백을 지속적으로 출시하고 있으며 40년전 오리지널 디자인인 1607, 6011 등을 여전히 이어오고 있다. 또한 1970년대의 헤리티지 디자인을 리바이탈라이즈 하여 현대인의 라이프 스타일에 맞는 하이엔드 컬렉션이 출시되어 많은 관심을 불러일으키고 있다.

## 특징
다른 가방들과는 달리 끈이 짧아 등이나 허리에 밀착되기 때문에 라이딩시에도 안정적으로 물건을 수송할 수 있고 걸리적거리지도 않아서 메신저백은 자전거나 오토바이와 같은 운송수단을 타는 사람들이 주로 찾는 가방이다. 따라서 메신저백을 고를 때에는 라이딩할 때의 편안한 착용감과 잘 흐트러지지 않는 수납공간이 중요시된다. 어떤 메신저백은 어깨가 편안하도록 스펀지를 넣기도하고 몸에 닿는 부분에서 땀이 잘 빠져나가고 통풍이 잘되도록 처리되어 있다. 또한 흔들릴때도 물건이 안정적으로 고정될 수있도록 내부에 수납공간을 여러개를 만들어 놓기도 한다. 그 외에도 비가 오거나 사고가 났을 때를 대비해서 내구성이 좋고 방수도 잘되는 원단을 주로 사용한다. 요즈음에는 스트릿패션계에서 메신저백을 주목하기 시작하기 시작하면서 다양한 디자인의 메신저백들이 출시되고 있으며, 이에 따라, 라이딩을 하는 사람 뿐만 아니라 일반 소비자에게도 널리 보편화되어 가방 패션 트렌드를 형성하게 되었다. 한편, 메신저백의 용도, 수납공간, 재질 등 기능성과, 힘든 노동자들을 위해 메신저백의 만든 디마티니의 이념과 철학은 보지 못한 채 우후죽순으로 쏟아져 나오는 스트릿 브랜드에 대한 회의론도 많지만, 메신저백은 2010년 이후 가방 패션 트렌드에 있어 매우 큰 비중을 차지하게 되었다.

## 같이 보기
- 손가방
- 토트백